# Banjarsari (Banjarsari)
Banjarsari is een bestuurslaag in het regentschap Ciamis van de provincie West-Java, Indonesië. Banjarsari telt 4739 inwoners (volkstelling 2010).